# Ingrid van Engelshoven
Ingrid Katharina van Engelshoven (Delfzijl, 12 juli 1966) is een Nederlandse voormalige politica namens D66. Van 2017 tot 2022 was zij minister van Onderwijs, Cultuur en Wetenschap in het kabinet-Rutte III.
Eerder was zij van maart 2017 tot oktober 2017 lid van de Tweede Kamer. Hiervoor was zij wethouder en locoburgemeester (vanaf 2014) van Den Haag.

## Biografie
Van Engelshoven studeerde beleids- en bestuurswetenschappen aan de Katholieke Universiteit Nijmegen en Nederlands recht aan de Universiteit Leiden. In haar studententijd was ze voorzitter van de afdeling Nijmegen van D66.
Van Engelshoven was onder meer werkzaam als secretaris van de toenmalige fractievoorzitter van D66 in de Tweede Kamer, Hans van Mierlo. Ook werkte ze bij een adviesbureau op het gebied van het openbaar bestuur, op het ministerie van Verkeer en Waterstaat en bij de Stichting Verantwoord Alcoholgebruik (STIVA).
Na van 2000 tot 2003 vicepartijvoorzitter van D66 te zijn geweest, was Van Engelshoven vanaf 12 mei 2007 partijvoorzitter. Ze stond op plek 8 op de kandidatenlijst voor de Tweede Kamerverkiezingen van 2006 maar werd niet verkozen. Vanaf 1 september 2008 was zij senior adviseur bij Dröge & van Drimmelen.
Op 9 maart 2013 legde ze haar partijvoorzitterschap neer, omdat haar tweede termijn van drie jaar erop zat en ze niet meer herkozen kon worden. Fleur Gräper volgde haar op.
Vanaf mei 2010 was ze wethouder van de gemeente Den Haag met als portefeuille onderwijs, deconcentratie, stadsdelen in het algemeen en stadsdeel Haagse Hout in het bijzonder. Later kreeg zij de portefeuille KJO, kenniseconomie, internationaal, jeugd en onderwijs.
Bij de Tweede Kamerverkiezingen van 2017 werd ze voor D66 verkozen in de Tweede Kamer. Zij had daar de portefeuille Binnenlandse Zaken, politie, brandweer, crisisbeheersing, Rijksdienst en auteursrecht.
Van Engelshoven is voorzitter van de jury voor de Boekenbon Literatuurprijs 2023 en sinds maart 2023 voorzitter van de raad van toezicht van Stichting WO2NET.

## Standpunten
Van Engelshoven zette zich in als wethouder van Den Haag om extra leertijd voor meisjes in te voeren die minder goed toegang hebben tot het hoger onderwijs. Zo riep zij in 2016 op tot een langere brugklasperiode van drie jaar, terwijl deze op de meeste scholen één jaar duurt, waarna de leerling verplicht naar vmbo, havo of vwo moet gaan.
Tijdens een optreden in 2016 stelde zij dat politiek Den Haag zich minder zou moeten bemoeien met gemeenten, die volgens haarzelf kunnen beslissen hoeveel koopzondagen ze willen hebben. Ook is zij van mening dat de AOW-leeftijd verhoogd moet worden, om de vergrijzing te kunnen betalen.

### Feminisme
Van Engelshoven wil de betrokkenheid van moeders vergroten door taalonderwijs voor vrouwen meer te ondersteunen.
Over de economische zelfstandigheid van vrouwen is Van Engelshoven van mening dat veel ellende voor vrouwen, zoals huiselijk en seksueel geweld en armoede, voortkomt uit financiële afhankelijkheid. Volgens haar heeft dat te maken met een cultuur in Nederland waarin moeders met een carrière en voltijdbaan als minder goede moeders worden gezien. Zij pleit voor meer solidariteit tussen vrouwen onderling.
Ze heeft in juni 2018 onmin bij coalitiegenoot CDA in de persoon van Sybrand Buma opgewekt door een plan om in geschiedeniscanon meer aandacht te schenken aan vrouwen.
Van Engelshoven is van mening dat er te veel "witte mannen" in het hoger onderwijs werken. Dit zou volgens haar leiden tot "nare incidenten met intimidatie van vrouwelijke medewerkers".
Van Engelshoven bestempelde het besluit van de TU Eindhoven om mannen uit te sluiten bij nieuwe vacatures als "dapper". Het College voor de Rechten van de Mens oordeelde later dat dit besluit in strijd is met de Nederlandse gelijkebehandelingswetgeving.

## Onderscheiding
In 2015 kreeg Van Engelshoven de eerste Els-Borst Inspiratieprijs.
- Nederlandse Thesaurus van Auteursnamen: 413197476
- Parlement.com: vhe8aqfbqnxc
- Virtual International Authority File: 159151246601744131643
- WorldCat: E39PBJx4qwfYGfVTcJFtT3V6Kd